# Fairlight (Saskatchewan)
Pour les articles homonymes, voir Fairlight.
Fairlight est une communauté située dans la province de la Saskatchewan, dans le sud-est.